# Telmatoscopus ingenuus
Telmatoscopus ingenuus és una espècie d'insecte dípter pertanyent a la família dels psicòdids que es troba a Austràlia: és un endemisme de Nova Gal·les del Sud.